# Corgatha metalligera
Corgatha metalligera là một loài bướm đêm trong họ Erebidae.